# ماغنوس كوفود أندرسن
ماغنوس كوفود أندرسن (بالدنماركية: Magnus Kofod Andersen)‏ هو لاعب كرة قدم دنماركي في مركز الوسط، ولد في 10 مايو 1999 في Hundested ‏ في الدنمارك. شارك مع منتخب الدنمارك تحت 21 سنة لكرة القدم. أما مع النوادي، فقد لعب مع نادي نوردشيلاند.

## وصلات خارجية
- ماغنوس كوفود أندرسن على موقع الاتحاد الأوربي (الإنجليزية)
- ماغنوس كوفود أندرسن على موقع قاعدة بيانات كرة القدم.إي يو (الإنجليزية)
- ماغنوس كوفود أندرسن على موقع Soccerway.com (الإنجليزية)
- ماغنوس كوفود أندرسن على موقع عالم كرة القدم.نت (الإنجليزية)